# Benno Schachner
Benno Schachner (* 20. Januar 1902 in Freising; † 1987) war ein deutscher Architekt.

## Leben und Wirken
Der Sohn des Münchener Architekten Richard Schachner studierte von 1921 bis 1925 Architektur bei Theodor Fischer an der Technischen Hochschule München und absolvierte seine Referendariatszeit bis 1927 bei Robert Vorhoelzer an der bayerischen Postbauschule. Anschließend war Benno Schachner für seinen Vater als Freier Architekt tätig und sammelte dabei Erfahrung vor allem im Krankenhausbau. 
Im Jahr 1932 wechselte Schachner an die RWTH Aachen, wo er sich habilitierte und einen Lehrauftrag für das Fach „Technischer Ausbau“ mit dem Schwerpunkt Krankenhausneubau erhielt. In der Zeit des Nationalsozialismus entwickelte sich Schachner zum prononcierten Mitläufer des Systems und trat 1933 zunächst in die SA ein. Aufgrund dieser Mitgliedschaft wurde er von der Fakultät und vom Ministerium besonders gefördert und erhielt daraufhin 1936 neben seinem eigentlichen Fachgebiet die „Landwirtschaftliche Baukunde“ zugesprochen. Ein Jahr später wurde Schachner Mitglied in der NSDAP und 1938 zum ordentlichen Professor ernannt. Im selben Jahr heiratete er die Mineralogin Doris Schachner, geb. Korn. 
Nachdem zu Beginn des Zweiten Weltkrieges Teile der RWTH geschlossen oder ausgelagert werden sollten, wurde er 1939 an die Deutsche Technische Hochschule Brünn versetzt, um dort den Lehrstuhl für Baukonstruktionen zu übernehmen. 1940 folgte ihm seine Frau nach, die als einzige weibliche Mitarbeiterin einen Lehrauftrag am dortigen mineralogischen Institut erhielt. In Brünn wurde 1943 die gemeinsame Tochter Melitta Schachner geboren, die spätere Professorin für Neurobiologie am Zentrum für Molekulare Neurobiologie Hamburg der Universität Hamburg.
Nach dem Krieg kehrte Benno Schachner mit seiner Familie wieder nach Aachen zurück, wo er nach der im Rahmen des Entnazifizierungsprozesses erfolgten Anhörung durch die Militärregierung, ab 1946 zunächst als Gastprofessor und später als ordentlicher Professor für landwirtschaftliches Bauwesen und Krankenhausbau von der RWTH Aachen übernommen wurde. Im Jahr 1968 gehörte er zusammen mit seiner Frau und vielen anderen Professoren der RWTH Aachen zu den Unterzeichnern des „Marburger Manifestes“, das eine akademische Front gegen die aufkommende Mitbestimmung an den Hochschulen bildete.

## Bauten (Auswahl)
- 1928/29: Landhaus in Chieming am Chiemsee[3]
- 1930er-Jahre: Städtebauliche Planungen für Heimbach
- 1948/1949: Reichswaldsiedlung Kleve
- 1953–1956: Städtisches Krankenhaus Leverkusen, seit 1980 akademisches Lehrkrankenhaus der Universität zu Köln[4]
- 1957: Vorplanungen für das Klinikum Wilhelmshaven
- 1957–1963: Städtisches Kinderkrankenhaus in Köln-Riehl mit der Brunnenanlage aus vier Waschbetonbecken
- 1959–1961: Kinderklinik der Städtischen Krankenanstalten Aachen; bereits in den 1980er-Jahren abgerissen
- 1970–1972: Neubau Hauptgebäude Luisenhospital Aachen
- 1971–1983: Neubau Universitätsklinikum Aachen zusammen mit dem Architekturbüro Weber, Brand & Partner

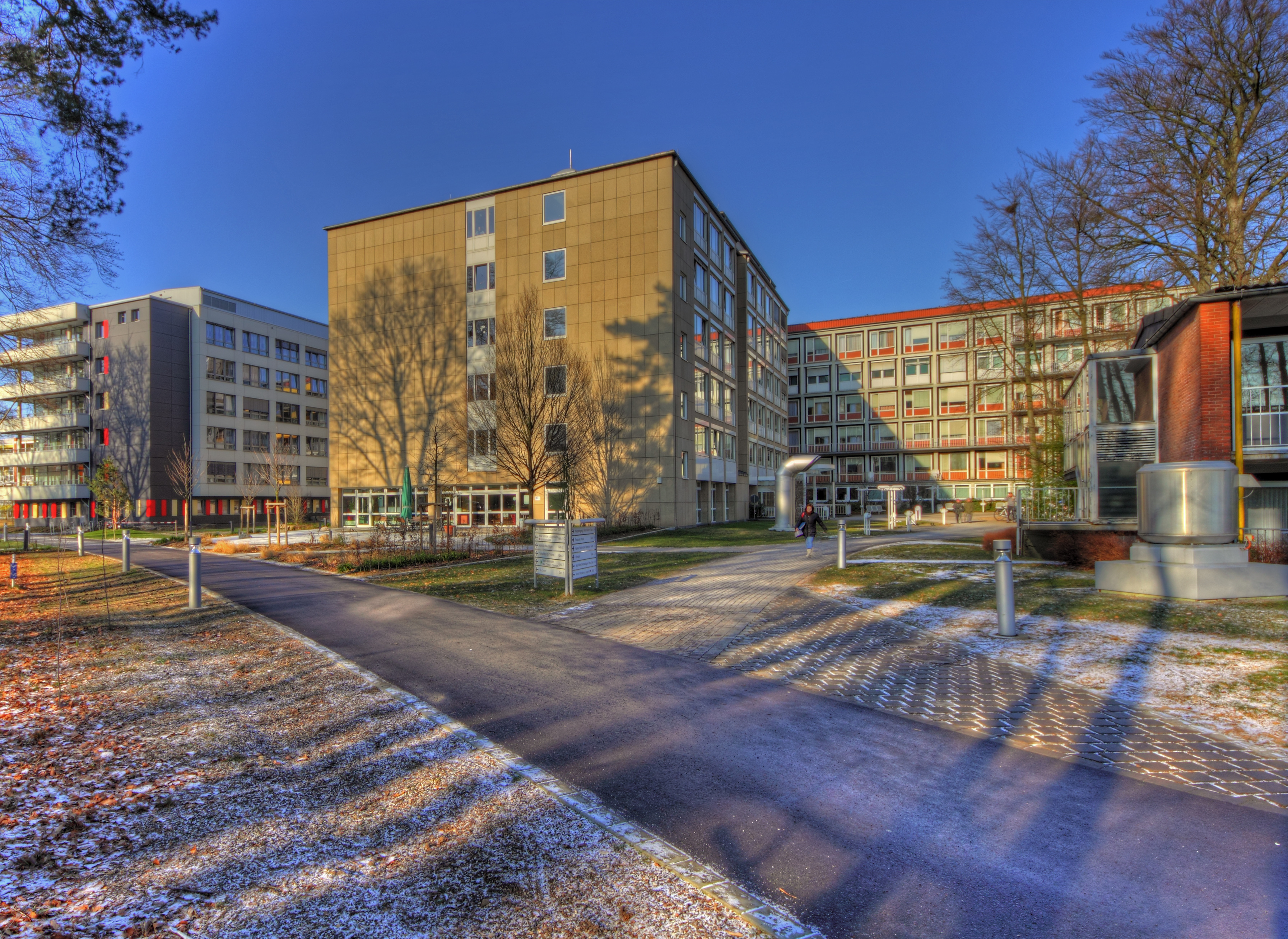
Krankenhaus Leverkusen
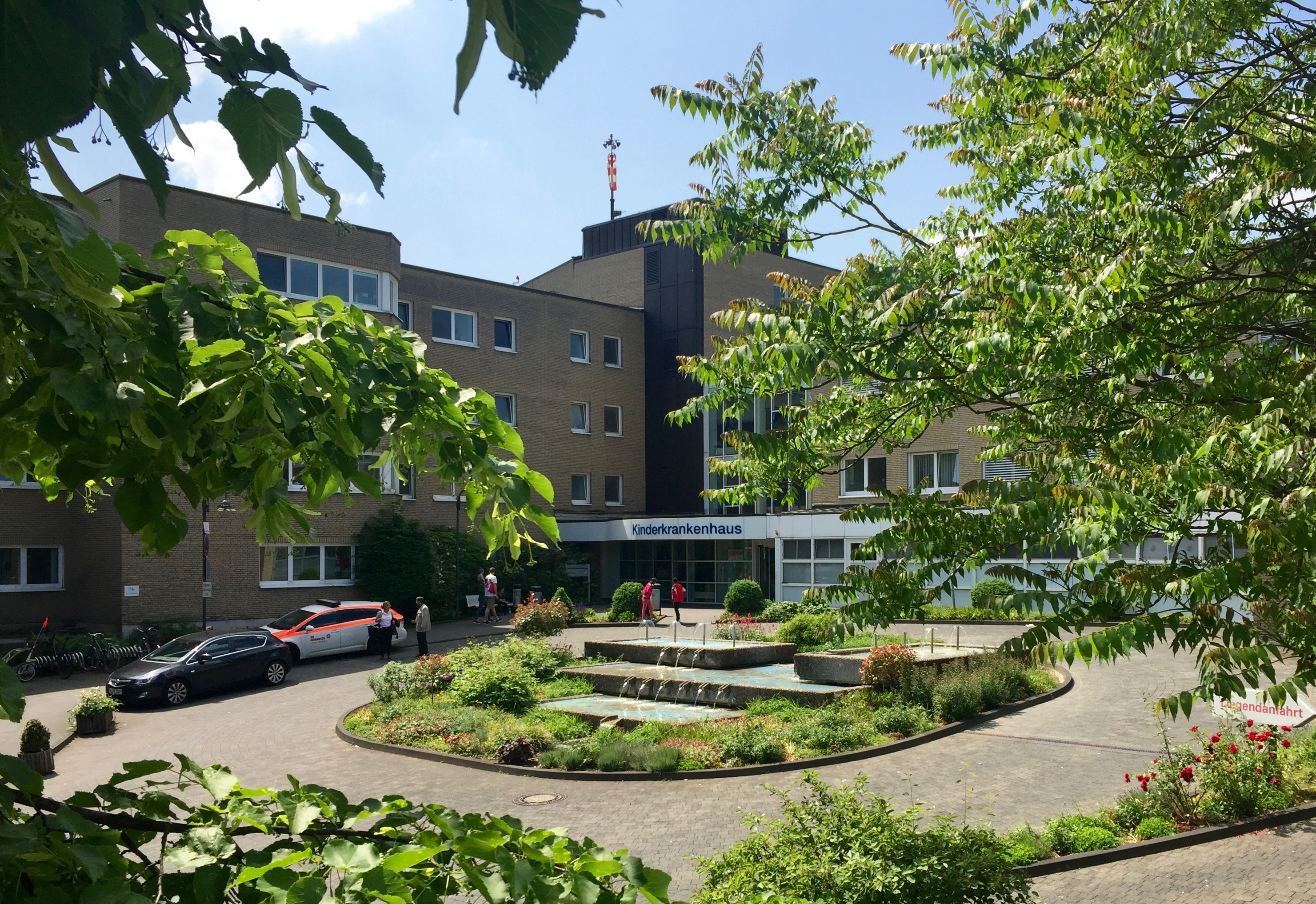
Kinderkrankenhaus Köln-Riehl mit Brunnenanlage
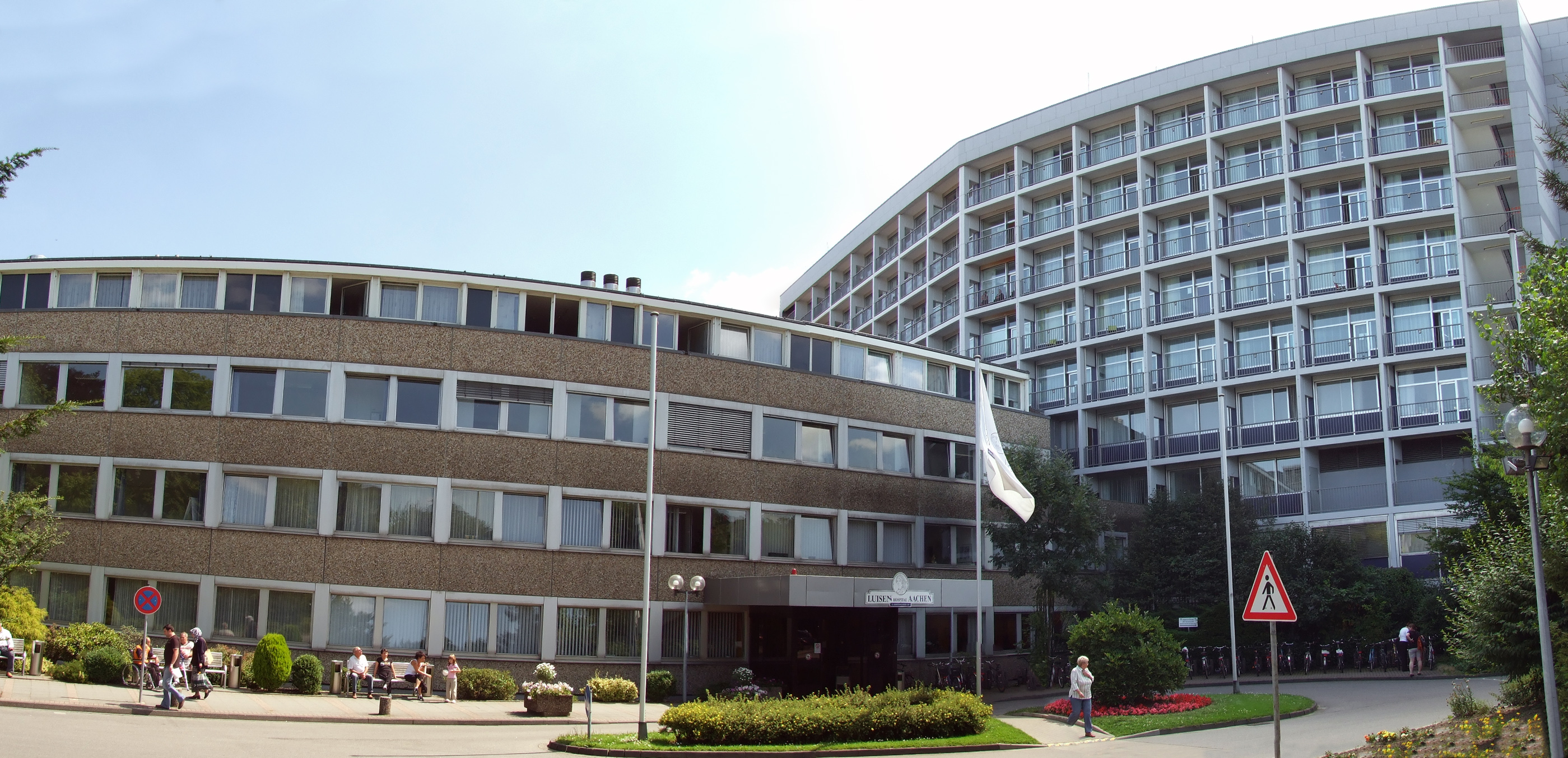
Hauptgebäude Luisenhospital Aachen
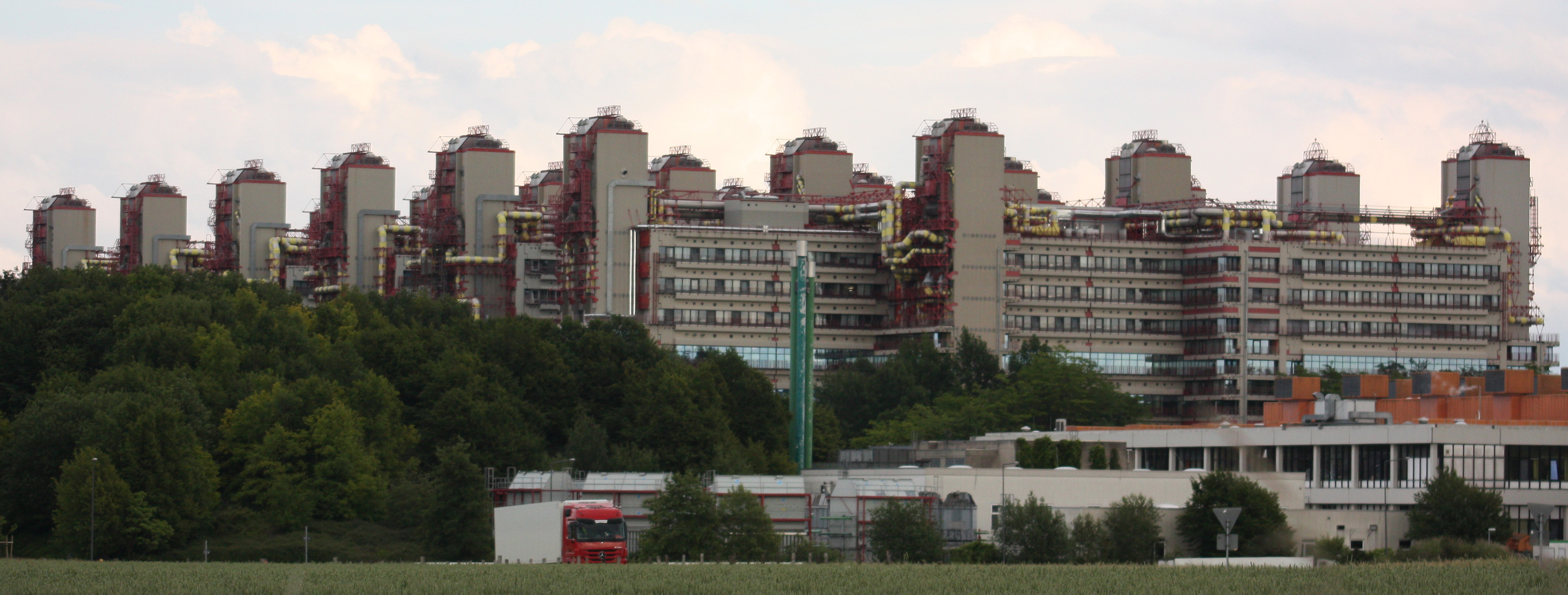
Universitätsklinikum Aachen (beteiligt)

### Schriften (Auswahl)
- Krankenhausbau in Stichworten und Skizzen, Callwey, München, 1935
- Krankenhausbau:  Versuch einer Entwicklung von den heutigen volksgesundheitspflegerischen Voraussetzungen bis zur baulichen Entwurfsgestaltung, Triltsch, Würzburg 1937